# Marvel Comics
Marvel Comics este o editură americană de benzi desenate și proprietate a The Walt Disney Company din 31 decembrie 2009, și o subsidiară a Disney Publishing Group din martie 2023. Marvel a fost fondată în 1939 de Martin Goodman sub numele de Timely Comics, iar până în 1951 a devenit cunoscută în general sub numele de Atlas Comics. Era Marvel a început în iunie 1961, odată cu lansarea a The Fantastic Four și a altor titluri de supereroi create de Stan Lee, Jack Kirby, Steve Ditko și mulți alții. Marca Marvel, care fusese folosită de-a lungul anilor și deceniilor, s-a consolidat ca marcă principală a companiei.
Marvel numără printre personajele sale supereroi cunoscuți precum Spider-Man, Iron Man, Căpitanul America, Thor, Doctor Strange, Hulk și She-Hulk, Daredevil, Wolverine, Deadpool, Black Panther și Captain Marvel, precum și echipe populare precum Răzbunătorii, X-Men, Cei Patru Fantastici și Gardienii Galaxiei. Printre antagoniștii săi celebri se numără Doctor Doom, Magneto, Ultron, Thanos, Kang Cuceritorul, Green Goblin, Red Skull, Galactus, Loki și Kingpin. Cele mai multe dintre personajele fictive ale Marvel operează într-o singură realitate cunoscută drept Universul Marvel, cu majoritatea locațiilor reflectând locuri din viața reală; multe dintre personajele importante au sediul în New York City, New York, Statele Unite ale Americii. În plus, Marvel a publicat mai multe proprietăți sub licență de la alte companii. Printre acestea se numără benzile desenate Războiul stelelor de două ori între 1977 și 1986 și din nou din 2015.